# Факторіальне просте число
У теорії чисел факторіальним простим числом називають просте число, на одиницю менше або на одиницю більше за факторіал.
Декілька перших факторіальних простих чисел:
2 = 0! + 1 = 1! + 1,
3 = 2! + 1,
5 = 3! − 1,
7 = 3! + 1,
23 = 4! − 1,
719 = 6! − 1,
5039 = 7! − 1,
39 916 801 = 11! + 1,
479 001 599 = 12! − 1,
87 178 291 199 = 14! − 1, …
n! + 1 є простим числом, якщо
n = 0, 1, 2, 3, 11, 27, 37, 41, 73, 77, 116, 154, 320, 340, 399, 427, 872, 1477, 6380, 26 951, 110 059, 150 209, 288 465, 308 084, 422 429
Всього відомо 24 простих числа вигляду n! + 1, причому число 2 можна отримати двома способами (як 0!+1 та 1!+1).
n! − 1 є простим числом, якщо
n = 3, 4, 6, 7, 12, 14, 30, 32, 33, 38, 94, 166, 324, 379, 469, 546, 974, 1963, 21 480, 34 790, 94 550, 103 040, 147 855, 208 003

Всього відомо 27 простих чисел вигляду n! — 1.
Жодних інших факторіальних простих чисел станом на  2023 рік невідомо.
Якщо ні попереднє, ні наступне число для факторіалу n! не є простим, виникає відносно великий проміжок між двома послідовними простими, оскільки n! ± k ділиться на k для 2 ≤ k ≤ n. Наприклад, просте, наступне після 6 227 020 777 = 13! − 23, дорівнює 6 227 020 867 = 13! + 67 (тобто послідовно йдуть 89 складених чисел). Зауважимо, що це не найефективніший спосіб пошуку великих інтервалів між простими числами. Так, наприклад, між простими 360 653 і 360 749 містяться 95 складених.